# Burmington
Burmington is een civil parish in het bestuurlijke gebied Stratford-on-Avon, in het Engelse graafschap Warwickshire met 164 inwoners.